# Power Rangers : Beast Morphers
Chronologie
Super Ninja Steel Dino Fury
Power Rangers : Beast Morphers est la 26e et 27e saison de la série télévisée américaine Power Rangers, adaptée du super sentai Tokumei Sentai Go-Busters et produites pour la première fois par Hasbro.
Composées chacune de 20 épisodes + 2 spéciaux, elles ont été diffusées respectivement aux États-Unis du 2 mars 2019 au 14 décembre 2019 et du 22 février 2020 au 12 décembre 2020. En France, la diffusion de la 1re saison a commencé le 8 mai 2019 sur Canal J et le 26 août 2019 sur Gulli, celle de la 2d saison le 1er mai 2020 sur Canal J et le 1er juin 2020 sur Gulli.

## Synopsis
L'histoire se déroule dans la ville fictive de Coral Harbor, en Californie. Evox, un virus informatique malveillant, a pour objectif de prendre le contrôle de la Grille de Transformation (Morphin Grid), une source d'énergie qui permet aux Power Rangers de se métamorphoser. Afin de l'arrêter, un nouveau trio de Power Rangers, vêtus de costumes en cuir et armés d'un arsenal d'agents secrets, a été créé : les Power Rangers Beast Morphers. Ces héros tirent leur pouvoir du Morph-X, une substance énergétique récemment découverte, qui est combinée à l'ADN animal. Ensemble, ils doivent affronter Evox et ses sbires afin de protéger la ville et préserver la Grille de Transformation des forces du mal. Dans leur lutte, ils découvriront de nouvelles capacités, forgeront des liens solides et apprendront la valeur de l'esprit d'équipe, tout en défendant le monde contre les attaques incessantes d'Evox.

## Distribution

### Rangers de la Grille Battleforce
| Acteurs                      | Rôles                 | Rangers                                 | Armes | Pouvoirs           | Véhicules      | Armures                       | Zords                             |
| ---------------------------- | --------------------- | --------------------------------------- | --- | ------------------ | -------------- | ----------------------------- | --------------------------------- |
| Rorrie D. Travis (voix)      | Devon Daniels         | Ranger de la Grille Battleforce rouge   | Morpher Beast-X, Clé Morph-X rouge, Blaster Beast-X, Sabre Beast-X, Guépard Beast Blaster, Griffes Guépard | Vitesse du Guépard | Cruise (Moto ) | Mode Fury Rouge, mode Beast-X | Zord de Course, Zord King Beast-X |
| Jazz Baduwalia (voix)        | Ravi Shaw             | Ranger de la Grille Battleforce bleu    | Morpher Beast-X, Clé Morph-X bleue, Blaster Beast-X, Sabre Beast-X                                         | Force du Gorille   |                | Mode Beast-X                  | Zord Semi-Remorque                |
| Jacqueline Scislowski (voix) | Zoey Reeves           | Ranger de la Grille Battleforce jaune   | Morpher Beast-X, Clé Morph-X jaune, Blaster Beast-X, Sabre Beast-X                                         | Agilité du Lièvre  |                | Mode Beast-X                  | Zord Hélicoptère                  |
| Abraham Rodriguez (voix)     | Nathan « Nate » Silva | Ranger de la Grille Battleforce doré    | Pistolet Morpher, Clé Morph-X dorée, Sabre Pistolet                                                        |                    |                |                               | Zord Destructeur                  |
| Jamie Linehan (voix)         | Steel Silva           | Ranger de la Grille Battleforce argenté | Pistolet Morpher, Clé Morph-X argentée, Sabre Pistolet                                                     |                    |                |                               | Zord Jet                          |

### Amis

#### Grille Battleforce
Le siège de la Grille Battleforce est un vaste complexe utilisé par la Grille Battleforce et les Rangers de la Grille Battleforce comme leur base d’opérations.
- Commandante / Générale Amanda Shaw (Teuila Blakely) : la Commandante Shaw est la commandant de la Grille Battleforce à Coral Harbor. Elle recrute initialement Blaze, son fils Ravi et Roxy pour devenir les Rangers de la Grille Battleforce afin de les utiliser comme protecteurs des tours Morph-X. C'est une mentor stricte, établissant des règles pour les Rangers de la Grille Battleforce afin de rester concentrés, y compris une règle qui leur interdit de sortir ensemble. Elle interdit également à son fils, Ravi Shaw, le Ranger de la Grille Battleforce bleu, de participer à des activités frivoles, ce qui force Ravi à cacher ses talents artistiques. Elle devient plus souple par la suite et abandonne ces règles, permettant à Zoey Reeves, la Ranger de la Grille Battleforce jaune, et à Nate Silva, le Ranger de la Grille Battleforce doré, de sortir ensemble, et elle soutient les efforts artistiques de Ravi. Après que Evox a été définitivement détruit, la Commandante Shaw est promu générale et on la voit peindre dans le parc avec son fils.
- Betty Burke (Kristina Ho) : Betty Burke est la fille du général Burke et la sœur aînée de Ben Burke, qui travaille dans divers secteurs de la Grille Battleforce. Après que les Rangers de la Grille Battleforce ont vaincu Evox une fois pour toutes, Betty recherche Scrozzle avec son frère et parvient à le capturer avec succès après l'avoir trouvé dans les égouts de Corinth.
- Ben Burke (Cosme Flores) : Ben Burke est le fils du général Burke et le frère cadet de Betty Burke, qui travaille dans divers secteurs de la Grille Battleforce. Après que les Rangers de la Grille Battleforce ont vaincu Evox une fois pour toutes, Ben recherche Scrozzle avec sa sœur et parvient à le capturer avec succès après l'avoir trouvé dans les égouts de Corinth.
- Général Burke (Mark Wright) : le Général Burke est un général de la Grille Battleforce et le père bienveillant de Ben Burke et Betty Burke. Il utilise son pouvoir pour obtenir des emplois à la Grille Battleforce pour ses enfants. Lorsqu'il est présenté à Steel, le Ranger de la Grille Battleforce argenté, il ordonne qu'il soit mis hors service jusqu'à ce qu'il se sacrifie pour sauver Ben et Betty, ce qui change son avis. Il engage également Meghan, ancienne employée de la Grille Battleforce, pour créer le Zord King Beast-X afin de protéger les Tours Morph-X dans le monde entier.
- Meghan (Madeleine Adams) : Meghan était une employée de la maintenance des Zords qui a fait chanter Zoey Reeves, la Ranger de la Grille Battleforce jaune, pour qu'elle la recommande en tant qu'assistante de laboratoire de Nate. Elle a ensuite tenté de saboter les Griffes Guépard afin de prendre la place de Nate, mais elle est découverte après que Zoey ait avoué le chantage et Meghan est licenciée de la Grille Battleforce. Plus tard, Meghan est embauchée par le Général Burke et le Maire Daniels pour développer le Zord King Beast-X.
- Cole (Pierre Beasley) : Cole est un agent de sécurité chez la Grille Battleforce qui est réprimandé par Steel, le Ranger de la Grille Battleforce argenté, après ne pas avoir suivi correctement les règlements. Plus tard, il est licencié de la Grille Battleforce car on suppose qu'il est la cause de la prise de contrôle de Nate par un Robotron, mais il est réembauché après qu'il est révélé qu'il a également été pris le contrôle.
- Technicienne de la Grille Battleforce (Joanne) (Amber-rose Henshall) : Joanne est responsable de la supervision des systèmes informatiques de la Grille Battleforce ainsi que du déploiement des Zords des Rangers de la Grille Battleforce.
- Blaze (Colby Strong) : Blaze était le candidat original pour devenir le Ranger de la Grille Battleforce rouge, mais il est plongé dans le coma par le virus Evox lorsqu'il crée un avatar maléfique à son image. Sa rivalité avec Devon Daniels, le Ranger de la Grille Battleforce rouge, se transfère également à son avatar maléfique. Blaze se réveille plus tard après que son avatar maléfique a été détruit par le Ranger de la Grille Battleforce rouge et reprend ses fonctions au Riptide Gym après avoir été libéré de l'influence d'Evox. Après que les Rangers de la Grille Battleforce aient vaincu Evox une fois pour toutes, Blaze devient la doublure cascade de Steel.
- Roxy (Liana Ramirez) : Roxy était la candidate originale pour devenir la Ranger de la Grille Battleforce jaune, mais elle est plongée dans le coma par le virus Evox lorsqu'il crée un avatar maléfique à son image. Roxy est également l'ex-petite amie de Ravi, le Ranger de la Grille Battleforce bleu, qui rompt avec elle en raison de la réglementation de la Grille Battleforce qui interdit aux Rangers de sortir ensemble. Lorsque son avatar maléfique parvient à infiltrer la Grille Battleforce, sa capsule de stase est endommagée et elle est sur le point de mourir. Cependant, grâce à Ravi qui détruit son avatar maléfique, Roxy parvient à se réveiller avant que cela n'arrive, et elle révèle les plans d'Evox aux Rangers de la Grille Battleforce après avoir acquis toutes les connaissances que possédait son Avatar noir. Roxy se remet avec Ravi et obtient un emploi dans l'entreprise de sa tante Regina, Collins Industries, après avoir été libérée de l'influence d'Evox.

#### Beast Bots
- Cruise (Kelson Henderson) : Cruise est un Beast Bot à thème guépard créé par Nate Silva pour aider Devon Daniels, le Ranger de la Grille Battleforce rouge, lors des combats et dans le cockpit du Zord de Course. Cruise oublie parfois des choses, oubliant même son propre nom lorsqu'il est présenté à Devon Daniels, mais il possède également de solides compétences de tireur d'élite. Cruise peut devenir la source d'énergie du mode  Beast-X lorsqu'il est numérisé dans la Clé Morph-X Cruise.
- Smash (Charlie McDermott) : Smash est un Beast Bot à thème gorille créé par Nate Silva pour aider Ravi Shaw, le Ranger de la Grille Battleforce bleu, lors des combats et dans le cockpit du Zord Semi-Remorque. Smash est un géant doux et adore donner des câlins, au grand dam de Ravi Shaw. Smash peut devenir la source d'énergie du mode  Beast-X lorsqu'il est numérisé dans la Clé Morph-X Smash.
- Jax (Emmett Skilton) : Jax est un Beast Bot à thème lièvre créé par Nate Silva pour aider Zoey Reeves, la Ranger de la Grille Battleforce jaune, lors des combats et dans le cockpit du Zord Hélicoptère. Jax a une personnalité résistante, malgré sa petite taille et son apparence mignonne. Jax peut devenir la source d'énergie du mode  Beast-X lorsqu'il est numérisé dans la Clé Morph-X Jax.

#### Coral Harbor
- Maire Adam Daniels (Kévin Copeland) : Adam Daniels est le maire de Coral Harbor et le père de Devon Daniels, le Ranger de la Grille Battleforce rouge. Adam Daniels hésite à utiliser le Morph-X comme source d'énergie alternative pour Coral Harbor en raison de sa connexion avec la Grille de Transformation. Il pousse également son fils à être responsable, ignorant qu'il est le Ranger de la Grille Battleforce rouge jusqu'à ce qu'il le voie se démorpher alors qu'il est capturé par Blaze. Plus tard, il se porte volontaire pour utiliser la Cyber-Porte pour sauver Devon et réussit à le faire, mais il est infecté par une sorte d'énergie violette lors de son évasion de la Cyber Dimension, qui s'avère être Evox possédant son corps. Après avoir été réélu maire de Coral Harbor et sous l'influence d'Evox, le maire Daniels lance une campagne pour la distribution mondiale du Morph-X. Le maire Daniels est libéré de l'influence d'Evox après que Devon a utilisé les Émetteurs de Séparation des Rangers Dino Charge.
- Muriel Reeves (Sia Trokenheim) : Muriel Reeves est une journaliste pour la chaîne de télévision Channel 10 News à Coral Harbor. Elle a rapporté sur la cérémonie de la Tour Morph-X. Elle est également la mère de Zoey Reeves, la Ranger de la Grille Battleforce jaune, et est extrêmement soutenante dans toutes ses entreprises. Elle découvre l'identité de Zoey en tant que Ranger de la Grille Battleforce jaune lors de la bataille finale contre Evox.
- Régina Collins (Miriama Smith) : Régina Collins est la PDG de Collins Industries, une entreprise valant plusieurs millions de dollars à Coral Harbor. Elle est également la tante de Roxy, la candidate originale pour devenir la Ranger de la Grille Battleforce jaune, et la petite amie de Ravi. Roxy demande à sa tante de faire un don pour sauver la vie marine de Coral Harbor, mais celle-ci refuse sa demande, expliquant que Collins Industries a déjà financé le nettoyage des plages. Cependant, après avoir constaté la détresse des animaux malades, Régina offre son soutien pour aider à la récupération de la faune marine.
- Bruce Silva (Mel Odedra) : Bruce Silva est le père de Nate, le Ranger de la Grille Battleforce doré, et a travaillé à l'étranger avec sa femme, Cheryl. Il a proposé à Nate de les accompagner au Costa Rica, mais Nate a décidé de rester à Coral Harbor pour aider à combattre Evox.
- Cheryl Silva (Rachel Forman) : Cheryl Silva est la mère de Nate, le Ranger de la Grille Battleforce doré, et a travaillé à l'étranger avec son mari, Bruce. Elle a proposé à Nate de les accompagner au Costa Rica, mais Nate a décidé de rester à Coral Harbor pour aider à combattre Evox.
- Mike Reeves (Billy McColl) : Mike Reeves est le frère aîné de Zoey Reeves, a Ranger de la Grille Battleforce jaune qui découvre un nouveau type de dinosaure, le Vultursaurus.

#### Corinth
- Docteur K (Olivia Tennet) : le Docteur K est le mentor des Ranger Opérateurs de la Dimension RPM. Plus tard, elle est appelée par Devon, le Ranger de la Grille Battleforce rouge, pour l'aider à libérer son père de l'influence d'Evox. Le Docteur K est ensuite contactée après qu'il a été révélé qu'Evox est en réalité Venjix, et elle aide Nate à développer un antivirus pour le détruire une fois pour toutes.
- colonel Mason Truman (James Gaylyn) : le colonel Truman est le chef de la Force de Défense de Corinth, qui se rend au Quartier Général de la Grille Battleforce pour escorter Scrozzle après que Ben et Betty l'aient trouvé dans les égouts de Corinth.

#### Galaxie G5
- capitaine Chaku  (Jack Buchanan) : le capitaine Chaku est un officier de police intergalactique de la Galaxie G5 qui se rend sur Terre pour empêcher Ryjack de s'introduire dans le Chambre e la Grille Battleforce. Plus tard, il fait équipe avec les Rangers e la Grille Battleforce pour détruire un Vargoyle et Ryack ressuscités. Il est révélé par la suite que le capitaine Chaku a une famille et qu'il a peur de rentrer chez lui à cause de sa condition de cyborg. Après la destruction de Ryjack, Nate utilise sa technologie d'ADN pour le retransformer en humain afin qu'il puisse retrouver sa famille.

#### Dimension Dino Charge
La Dimension Dino Charge est le foyer des Rangers Dino Charge et de l'équipage de Sledge où les dinosaures n'ont jamais disparu. La Dimension Dino Charge devient un champ de bataille lorsque Evox s'y rend pour construire un Zord Chimère afin de l'aider à prendre le contrôle de la Grille de Transformation.
- Gardien (Richard Simpson) : Gardien est le protecteur des Énergemmes et le mentor des Rangers Dino Charge. Il se rend à Coral Harbor pour obtenir les reliques des méchants du vaisseau de Ryjack, mais il est placé sous l'influence d'un collier de soumission par Zoey Reeves, la Ranger de la Grille Battleforce jaune. Plus tard, il est capturé par Robot-Blaze et Robot-Roxy et utilisé comme moyen de pression pour qu'Evox puisse obtenir les reliques des méchants de Ryjack. Après avoir été secouru et libéré du collier de soumission, Gardien quitte la Grille Battleforce pour s'occuper d'autres affaires. Il revient plus tard à la Grille Battleforce pour avertir les Rangers de la Grille Battleforce d'une bataille entre l'armée d'Evox et plusieurs équipes de Power Rangers.

#### Rangers Dino légendaires
Les Rangers Dino légendaires sont un groupe de trois équipes de Power Rangers basées sur les dinosaures, composées des Power Rangers (Mighty Morphin) , des Ranger Dino Tonnerre et des Ranger Dino Charge (sans Tommy Oliver, Trent Fernandez-Mercer, James Navarro, Prince Philip, Kendall Morgan et Zenowing). Les trois équipes sont apparues simultanément dans l'épisode Grid Connection de Power Rangers Beast Morphers, où, avec l'aide des Rangers de la Grille Battleforce, ils ont combattu l'armée de Goldar Maximus ainsi que le  Zord Chimèra d'Evox.
Les Rangers Dino légendaires se composent d'équipes de Rangers provenant de trois époques différentes - Saban (Mighty Morphin), Disney (Dino Tonnerre) et Neo-Saban (Dino Charge).
Jusqu'à présent, les Rangers noir et jaune (Mighty Morphin) sont les seuls dont on ignore si leurs utilisateurs ont utilisé leurs pouvoirs actifs, car leurs pouvoirs ont été transférés au fil du temps.
| Saisons        | Acteurs                            | Rôles                                | Rangers                    |
| -------------- | ---------------------------------- | ------------------------------------ | -------------------------- |
| Mighty Morphin | Austin St. John                    | Jason Lee Scott                      | Ranger rouge (I)           |
| Mighty Morphin | non crédité                        | Zachary « Zack » Taylor ou Adam Park | Ranger noir                |
| Mighty Morphin | non crédité                        | William « Billy » Cranston           | Ranger bleu                |
| Mighty Morphin | non créditée                       | Trini Kwan ou Aïsha Campbell         | Ranger jaune               |
| Mighty Morphin | non créditée                       | Kimberly « Kim » Ann Hart            | Ranger rose (I)            |
| Dino Tonnerre  | Dan Musgrove (voix)                | Conner McKnight                      | Ranger Dino Tonnerre rouge |
| Dino Tonnerre  | non crédité                        | Ethan James                          | Ranger Dino Tonnerre bleu  |
| Dino Tonnerre  | non créditée                       | Kira Ford                            | Ranger Dino Tonnerre jaune |
| Dino Charge    | Brennan Mejia                      | Tyler Navarro                        | Ranger Dino Charge rouge   |
| Dino Charge    | James Davies                       | Chase Randall                        | Ranger Dino Charge noir    |
| Dino Charge    | Yoshi Sudarso                      | Koda                                 | Ranger Dino Charge bleu    |
| Dino Charge    | Michael Taber (voix ; non crédité) | Riley Griffin                        | Ranger Dino Charge vert    |
| Dino Charge    | Camille Hyde (voix ; non créditée) | Shelby Watkins                       | Ranger Dino Charge rose    |
| Dino Charge    | Davi Santos                        | Sir Ivan de Zandar                   | Ranger Dino Charge doré    |

- Rangers (Mighty Morphin) : les Rangers (Mighty Morphin) se rendent dans la dimension de Dino Charge pour combattre l'armée d'Evox et le Zord Chimère.
  - Jason Lee Scott (Austin St. John) : Jason Lee Scott est le Ranger rouge (Mighty Morphin) qui vient en aide à Devon Daniels, le Ranger de la Grille Battleforce rouge, après avoir répondu à un signal de détresse. Il s'associe aux Rangers Dino Tonnerre, aux Rangers Dino Charge et aux Rangers de la Grille Battleforce pour combattre l'armée d'Evox et le Zord Chimère.

- Rangers Dino Tonnerre : les Rangers Dino Tonnerre se rendent dans la dimension de Dino Charge pour combattre l'armée d'Evox et le Zord Chimère.
  - Conner McKnight : Conner McKnight est le Ranger Dino Tonnerre rouge qui se rend dans la dimension de Dino Charge avec ses coéquipiers pour rejoindre les Rangers (Mighty Morphin), les Rangers Dino Charge et les Rangers de la Grille Battleforce afin d'empêcher Evox de créer le Zord Chimère. Plus tard, il s'associe à ses coéquipiers pour combattre et détruire Snide, puis pilote le Megazord Dino Tonnerre pour affronter et détruire le Zord Chimère.
  - Ethan James : Ethan James est le Ranger Dino Tonnerre bleu qui se rend dans la dimension de Dino Charge avec ses coéquipiers pour rejoindre les Rangers (Mighty Morphin), les Rangers Dino Charge et les Rangers de la Grille Battleforce afin d'empêcher Evox de créer le Zord Chimère. Plus tard, il s'associe à ses coéquipiers pour combattre et détruire Snide, puis pilote le Megazord Dino Tonnerre pour affronter et détruire le Zord Chimère.
  - Kira Ford : Kira Ford est la Ranger Dino Tonnerre jaune qui se rend dans la dimension de Dino Charge avec ses coéquipiers pour rejoindre les Rangers (Mighty Morphin), les Rangers Dino Charge et les Rangers de la Grille Battleforce afin d'empêcher Evox de créer le Zord Chimère. Plus tard, elle s'associe à ses coéquipiers pour combattre et détruire Snide, puis pilote le Megazord Dino Tonnerre pour affronter et détruire le Zord Chimère.
- Rangers Dino Charge : les Rangers Dino Charge se rendent dans la Dimension Principale pour sauver le Gardien et affrontent Snide ressuscité avec leurs autres coéquipiers. Ils combattent également l'équipage de Sledge lorsque celui-ci et son équipage sont ressuscités par Evox. Les Rangers Dino Charge s'allient plus tard aux Rangers (Mighty Morphin), aux Rangers Dino Tonnerre et aux Rangers de la Grille Battleforce pour combattre l'armée d'Evox lorsqu'ils se rendent dans sa dimension pour créer le Zord Chimère.
  - Tyler Navarro (Brennan Mejia) : Tyler Navarro est le Ranger Dino Charge rouge qui voyage dans la dimension principale pour sauver le Gardien et affronter un Snide ressuscité avec ses coéquipiers. Il combat également Sledge lorsque lui et son équipage sont ressuscités par Evox. Plus tard, Tyler s'associe aux Rangers (Mighty Morphin), aux Rangers Dino Tonnerre et aux Rangers de la Grille Battleforce pour combattre l'armée d'Evox lorsqu'ils se rendent dans sa dimension pour créer le Zord Chimère.
  - Chase Randall (James Davies) : Chase Randall est le Ranger Dino Charge noir qui voyage dans la dimension principale pour sauver le Gardien et affronte un Snide ressuscité avec ses coéquipiers. Il combat également Curio lorsque Sledge et son équipage sont ressuscités par Evox. Chase s'associe ensuite aux Rangers (Mighty Morphin), aux Rangers Dino Tonnerre et aux Rangers de la Grille Battleforce pour combattre l'armée d'Evox lorsqu'ils se rendent dans sa dimension pour créer le Zord Chimère.
  - Koda (Yoshi Sudarso) : Koda est le Ranger Dino Charge bleu qui voyage dans la dimension principale pour sauver le Gardien et combat un Snide ressuscité avec ses coéquipiers. Il affronte également Snide seul lorsque Sledge et son équipage sont ressuscités par Evox. Koda s'associe ensuite aux Rangers (Mighty Morphin), aux Rangers Dino Tonnerre et aux Rangers de la Grille Battleforce pour combattre l'armée d'Evox lorsqu'ils se rendent dans sa dimension pour créer le Zord Chimère.
  - Riley Griffin (Michael Taber - voix ; non crédité) : Riley Griffin est le Ranger Dino Charge vert qui voyage dans la dimension principale pour sauver le Gardien et combat un Snide ressuscité avec ses coéquipiers. Il affronte également Poisandra lorsque Sledge et son équipage sont ressuscités par Evox. Riley s'associe ensuite aux Rangers (Mighty Morphin), aux Rangers Dino Tonnerre et aux Rangers de la Grille Battleforce pour combattre l'armée d'Evox lorsqu'ils se rendent dans sa dimension pour créer le Zord Chimère.
  - Shelby Watkins (Camille Hyde - voix ; non créditée) : Shelby Watkins est la Ranger Dino Charge rose qui voyage dans la dimension principale pour sauver le Gardien et combat un Snide ressuscité avec ses coéquipiers. Elle affronte également Wrench lorsque Sledge et son équipage sont ressuscités par Evox. Plus tard, Shelby s'associe aux Rangers (Mighty Morphin), aux Rangers Dino Tonnerre et aux Rangers de la Grille Battleforce pour combattre l'armée d'Evox lorsqu'ils se rendent dans sa dimension pour créer le Zord Chimère.
  - Sir Ivan de Zandar (Davi Santos) : Ivan est le Ranger Dino Charge doré qui voyage dans la dimension principale pour sauver le Gardien et combat un Snide ressuscité avec ses coéquipiers. Il affronte également Fury lorsque Sledge et son équipage sont ressuscités par Evox. Ivan s'associe ensuite aux Rangers (Mighty Morphin), aux Rangers Dino Tonnerre et aux Rangers de la Grille Battleforce pour combattre l'armée d'Evox lorsqu'ils se rendent dans sa dimension pour créer le Zord Chimère.

### Ennemis

#### Virus Venjix / Evox
- Virus Venjix (Andrew Laing) : le Virus Venjix est un virus informatique conscient créé par le Docteur K qui a failli réussir à prendre le contrôle de la Terre dans la dimension RPM. Les Rangers Opérateurs parviennent à vaincre Venjix, mais à leur insu, une copie du virus Venjix reste inactif dans un Morpher RPM. Ce Morpher RPM tombe entre les mains d'un jeune Nate Silva, qui l'expérimente en combinant du Morph-X et de l'ADN de serpent, modifiant ainsi involontairement une partie de sa programmation. Cette partie du virus Venjix prend le nom d'Evox et reste inactif dans les systèmes informatiques de la Grille Battleforce jusqu'à ce qu'il puisse atteindre son objectif de prendre le contrôle de la Grille de Transformation Grid.
  - Evox (Randall Ewing) : Après avoir été inactif pendant des années dans les systèmes informatiques de la Grille Battleforce, Evox frappe enfin le jour où les systèmes de la Tour Morph-X sont activés. Evox prend alors le contrôle de son système informatique principal et crée des Avatars Maléfique des candidats originaux des Rangers rouge et jaune, Blaze et Roxy, qui sont téléportés dans la Cyber Dimension et y restent piégés jusqu'à ce qu'il obtienne suffisamment de Morph-X pour alimenter un téléporteur et revenir sur Terre. La première tentative d'Evox de revenir sur Terre consiste à activer la Cyber-Porte, construite à partir de technologies volées à la Grille Battleforce, et à se télécharger dans un corps robotique construit par Nate Silva. Cependant, ce plan échoue lorsque le corps robotique qui lui était destiné devient Steel, le Ranger de la Grille Battleforce argenté, et qu'Evox est incapable de se télécharger dans ce corps en raison de sa composition génétique humaine. Le plan suivant d'Evox consiste à transporter une Tour Morph-X dans la Cyber Dimension afin d'obtenir suffisamment de puissance pour créer une forme mobile et alimenter le Transporteur de Scrozzle. Après s'être téléchargé dans une forme mobile, Evox devient géant et est sur le point de réussir à se téléporter sur Terre. Cependant, son nouveau corps est détruit par le ricochet après que la Tour Morph-X ait été détruite par le Ranger de la Grille Battleforce rouge. Evox survit à l'explosion de la Tour Morph-X dans la Cyber Dimension en se téléchargeant dans le corps du maire Daniels, finissant par posséder son corps. Pour maintenir sa nouvelle forme humaine, il a besoin de Morph-X, sans quoi il risque de redevenir Evox. Sous l'identité du maire Daniels, Evox lance une Campagne Mondiale pour la distribution du Morph-X afin de mettre en œuvre ses plans de prise de contrôle de la Grille de Transformation. Il utilise également cette nouvelle personnalité pour développer le Zord King Beast-X King à des fins malveillantes, mais le plan échoue lorsque les Rangers de la Grille Battleforce parviennent à reprendre le contrôle du Zord. Il est finalement découvert après une confrontation avec Robot-Roxy, où la Grille Battleforce se porte volontaire pour être les gardes du corps du maire Daniels. Épuisé de Morph-X, Evox se transforme devant les Rangers de la Grille Battleforce. Cependant, il est séparé du maire Daniels lorsque le Rangers de la Grille Battleforce rouge utilise les Émetteurs de Séparation des Rangers Dino Charge pour les séparer. Par la suite, il est affaibli de manière significative et a besoin d'une quantité importante de Morph-X pour se rétablir. Le plan suivant d'Evox le voit s'associer au criminel galactique Ryjack pour obtenir du Morph-X afin de retrouver sa force. Il utilise ensuite le Reanimizer de Ryjack pour ressusciter divers vilains et les aider dans son plan de créer un Zord maléfique appelé le Zord Chimère. Evox retrouve finalement toute sa puissance après s'être chargé d'une quantité suffisante de Morph-X et pilote l'Omégadrone pour tromper les Rangers de la Grille Battleforce et les piéger à l'intérieur du quartier général de de la Grille Battleforce. Après avoir réussi à se télécharger dans les systèmes informatiques de la Grille Battleforce, Evox pénètre dans leur Chambre Ranger et télécharge le reste du code du Virus Venjix à partir du Morpher RPM, ce qui le rend complet à nouveau. Il acquiert également la capacité de créer des Robotrons à partir de sa propre entité et devient immunisé aux armes des Rangers de la Grille Battleforce après avoir absorbé leurs données. Il met ensuite en œuvre ses plans finaux pour accéder à toutes les tours Morph-X dans le monde, détruisant le Ranger de la Grille Battleforce argenté lorsqu'il tente de le détruire avec une flèche anti-virus développée par Nate Silva et le Docteur K. Après avoir détruit le Ranger de la Grille Battleforce argenté, il fusionne avec une Tour Morph-X pour créer son corps ultime, et il est trop puissant pour l'Ultrazord Beast-X jusqu'à ce que lesRangers de la Grille Battleforce découvrent que sa faiblesse réside dans l'ADN humain. Ils parviennent alors à le détruire définitivement en le transperçant avec le Megazord King Beast-X Imprégné d'ADN humain.
- Scrozzle (Campbell Cooley) : Scrozzle est un scientifique robotique et le dirigeant de la Cyber Dimension qui prête allégeance à Evox par peur après avoir été téléporté dans la Cyber Dimension. Scrozzle est très compétent en technologie et crée un dispositif de téléportation pour voyager de la Cyber Dimension à la Terre, ainsi que des robots tels que les Tronics, les Robotrons et les Gigadrones. Après avoir obtenu certaines technologies, notamment un Aligneur Neuronal et des technologies provenant du Hangar Spécial, Scrozzle révèle ses plans pour libérer Evox en ouvrant une Cyber-Porte et en créant un corps corporel à partir de pièces volées au Hangar Spécial. Cependant, cela échoue lorsque le Cyber-Porte est démantelé par la Grille Battleforce et que le corps robotique devient Steel, le Ranger de la Grille Battleforce argenté. Scrozzle finit par créer un nouveau corps robotique pour Evox, mais après que les Rangers de la Grille Battleforce se rendent dans la Cyber Dimension pour secourir le Ranger de la Grille Battleforce rouge capturé et arrêtent Evox, Scrozzle se retire dans la Cyber Dimension et reste caché pendant un certain temps. Scrozzle revient plus tard à Noël pour piéger les Rangers de la Grille Battleforce dans des ornements de Noël et pilote ensuite l'Infernodrone pour détruire Coral Harbor, étant présumé détruit après que l'Infernodrone soit détruit par le Zord de Couse en mode  Combat. Cependant, il est révélé que Scrozzle a survécu à cette altercation et a repris sa place en tant que bras droit d'Evox, construisant ensuite Robot-Blaze et Robot-Roxy pour servir Evox. Scrozzle s'empare du Reanimizer de Ryjack après sa destruction pour ressusciter divers vilains afin d'aider Evox à créer le Zord Chimère. La prochaine mission de Scrozzle est de construire l'Omégadrone pour que Evox puisse l'utiliser pour tromper les Rangers de la Grille Battleforce et les emprisonner dans le quartier général de la Grille Battleforce. Après que Evox a été révélé être le Virus Venjix, Scrozzle reçoit l'ordre de s'introduire dans les systèmes informatiques du Morph-X pendant que les Rangers de la Grille Battleforce combattent Robot-Blaze. Lors de la bataille finale d'Evox contre les Rangers de la Grille Battleforce, il est révélé que Scrozzle s'est téléporté à Corinth et s'est caché dans les égouts pendant un an jusqu'à ce qu'il soit trouvé par Ben et Betty, étant emprisonné dans le quartier général de la Grille Battleforce.
- Vargoyle / Vargoyle 2.0 (Jamie Linehan) : Vargoyle est une créature robotique créée par Scrozzle qui est devenue purement maléfique après avoir été trop puissamment alimentée par les Cellules Fury. Il se retourne alors contre Scrozzle, ce qui pousse ce dernier à se cacher avec les Cellules Fury dans la Cyber Dimension. Vargoyle finit par retrouver Scrozzle et se voit proposer une place dans l'équipe d'Evox en échange d'une mise à niveau lui conférant les capacités des Rangers de la Grille Battleforce. Vargoyle vole ensuite les plans d'un Pulsateur de Mémoire conçu par Blaze et Roxy, et le place à la station de news Channel 10 afin de modifier les souvenirs des Rangers de la Grille Battleforce, permettant ainsi à Blaze et Roxy d'entrer dans le Quartier Général de la Grille Battleforce pour voler des Méga Téléporteurs et mettre en œuvre le plan final d'Evox. Cependant, il est pris au dépourvu par le Ranger de la Grille Battleforce rouge, qui le combat en face à face. Il prend l'avantage mais est dépossédé de sa puissance par Scrozzle, convaincu par Blaze et Roxy, et est détruit par un tir du Canon Beast-X du Ranger de la Grille Battleforce rouge. Vargoyle est plus tard ressuscité par le Réanimator de Ryjack pour aider Ryjack à obtenir du Morph-X pour Evox. Il affronte ensuite lui-même le Ranger de la Grille Battleforce rouge et le capitaine Chaku, mais est de nouveau détruit par une attaque combinée de la Sabre Beast-X du Ranger de la Grille Battleforce rouge et de la Lame Laser de Captain Chaku.
- Blaze (Colby Strong)
  - Blaze (avatar maléfique) : Blaze est un avatar maléfique créé par Evox à partir du candidat original du Ranger de la Grille Battleforce rouge, Blaze, qui a la capacité de se transformer en une version maléfique du Ranger de la Grille Battleforce rouge. Blaze a un caractère colérique, explosant souvent lorsque ses plans échouent ou quand il est critiqué par Scrozzle. Blaze développe une rivalité avec Devon Daniels en raison de leur animosité antérieure à ce que Blaze devienne un avatar maléfique. Blaze se voit offrir une amélioration par Evox s'il réussit à obtenir des données contenant les capacités des Rangers de la Grille Battleforce, mais il échoue à obtenir ces capacités. Il essaie cependant d'utiliser les Cellules Fury pour essayer de gagner les faveurs d'Evox. Cependant, lorsque Vargoyle arrive sur les lieux, Blaze tente de regagner les faveurs d'Evox en obtenant des Mega Téléporteurs de la Grille Battleforce. Il réussit cette tâche en se débarrassant de Vargoyle en convainquant Scrozzle de le priver de ses pouvoirs. Blaze capture avec succès Devon Daniels après l'avoir vaincu au combat et se bat ensuite en tête-à-tête avec lui dans son propre Zord après avoir été secouru par ses coéquipiers. Il est cependant détruit lorsque son Zord personnel est détruit par une attaque tranchante du Zord de Course en mode  Combat.
  - Robot-Blaze : Robot-Blaze est un clone robotique créé par Scrozzle à partir d'une analyse ADN du vrai Blaze et a la capacité de se transformer en un guerrier robotique de couleur ambre. Étant donné qu'il s'agit d'un clone robot, Robot-Blaze peut être ressuscité s'il est détruit, et cela plusieurs fois. Après que Robot-Roxy ait obtenu de nouveaux pouvoirs à partir du scanner ADN de Nate Silva, Robot-Blaze perd les faveurs d'Evox et tente de les regagner en volant secrètement du Morph-X pour obtenir un renforcement de puissance accru, lui permettant de combattre facilement les Rangers de la Grille Battleforce lui-même. Plus tard, Robot-Blaze se déguise en Blaze humain afin de manipuler les Rangers de la Grille Battleforce pour qu'ils capturent et emprisonnent Evox au siège de la Grille Battleforce. Robot-Blaze est ensuite chargé d'uploader des codes d'accès dans une Tour Morph-X afin que Venjix puisse accéder au système mondial, mais il est arrêté par les Rangers de la Grille Battleforce et est détruit par une flèche contenant un antivirus pour le virus Venjix développé par Nate Silva et le Docteur K.
- Roxy (Liana Ramirez)
  - Roxy (avatar maléfique) : Roxy est un avatar maléfique créé par Evox à partir de la candidate originale des Rangers de la Grille Battleforce jaune, Roxy, qui a la capacité de se transformer en une version maléfique du Ranger de la Grille Battleforce jaune. Roxy est calme et posée par rapport à Blaze, calmant souvent ce dernier lorsqu'il est critiqué par Scrozzle. Roxy profite de sa relation passée avec Ravi Shaw, jouant avec ses émotions pour obtenir un Aligneur Neuronal et tente de transformer le Ranger de la Grille Battleforce bleu en un avatar maléfique. Roxy se voit offrir une amélioration par Evox si elle réussit à obtenir des données contenant les capacités des Rangers de la Grille Battleforce, et elle réussit à obtenir les trois capacités. Cependant, Vargoyle se voit offrir l'amélioration à la place et tente de regagner les faveurs d'Evox en obtenant des Mega Téléporteurs de la Grille Battleforce. Il réussit cette tâche en se débarrassant de Vargoyle en convainquant Scrozzle de le priver de ses pouvoirs. Roxy installe également un virus dans la capsule de stase de son alter ego humain afin de distraire les Rangers de la Grille Battleforce pendant qu'elle met en œuvre les derniers plans d'Evox. Cependant, elle est prise par surprise par Ravi Shaw et est détruite par lui peu après qu'il écrase son Morpher pour l'empêcher de s'enfuir.
  - Robot-Roxy : Robot-Roxy est un clone robotique créé par Scrozzle à partir d'une analyse ADN de la véritable Roxy et a la capacité de se transformer en une version violette de son armure robotique d'origine. Étant donné qu'il s'agit d'un clone robot, Robot-Roxy peut être ressuscité s'il est détruit, et cela plusieurs fois. Robot-Roxy améliore son armure après avoir utilisé le scanner ADN de Nate Silva dans le Robot Maker de Scrozzle pour ajouter des armes semblables à des plantes à ses bras, et elle est chargée de détruire un Ranger de la Grille Battleforce pour le compte d'Evox, en choisissant Ravi Shaw comme cible. Bien qu'elle se batte vaillamment, elle est détruite par une attaque tranchante du Sabre Beast-X King Spin. Après avoir perdu les faveurs d'Evox, Robot-Roxy prend des mesures désespérées et analyse l'ADN du fossile d'un Vultursaurus, un dinosaure découvert par le frère de Zoey Reeve, Mike Reeves. Cependant, la nouvelle forme de Robot-Roxy détruit le Robot Maker de Scrozzle, ce qui fait de cette vie sa dernière. Elle utilise ensuite sa nouvelle forme pour affronter les Rangers de la Grille Battleforce, les battant sévèrement avant de devenir géante et d'obtenir encore plus de pouvoir. Cependant, cela n'est pas suffisant et elle est définitivement détruite par l'Ultrazord King Beast-X.

- Tronics : les Tronics sont des guerriers robots violets créés par Scrozzle et utilisés par Evox en tant que soldats de base.
- Gigatronics : les Gigatronics sont des guerriers robotiques géants utilisés pour aider les Gigadrones lors des combats géants.

#### Ryjack
- Ryjack (Kévin Keys) : Ryjack est un criminel intergalactique ressemblant à un rhinocéros qui se rend sur Terre afin d'obtenir tous les reliques légendaires dans la Chambre de la Grille Battleforce pour les ajouter à sa vaste collection de reliques de méchants. Il s'associe à Evox pour l'aider dans ses plans, utilisant son Reanimizer pour ramener Vargoyle ainsi qu'une armée de Patrouilleurs et de Vivix. Ryjack tente à de nombreuses reprises de pénétrer dans la Chambre de la Grille Battleforce, utilisant finalement une relique Andresian pour devenir géant et détruire les Rangers de la Grille Battleforce et le capitaine Chaku. Cependant, cela se retourne contre lui lorsqu'il est détruit par les efforts combinés du Ultrazord Beast-X  et du Reptilobeast.
- Patrouilleurs : les Patrouilleurs sont des guerriers faits d'argile qui sont invoqués à partir d'un dispositif appelé Reanimizer. Ils sont utilisés par le criminel intergalactique Ryjack et sont ensuite utilisés par l'équipe d'Evox après que Scrozzle ait volé son Reanimizer. Les Patrouilleurs sont les soldats de Rita Repulsa.
- Triptoïds : les Triptoïds sont des créatures noires et blanches qui sont invoquées à partir d'un dispositif appelé Reanimizer. Ils sont utilisés par l'équipe d'Evox après que Scrozzle ait volé le Reanimizer de Ryjack. Les Triptoïds obéissaient à l'origine à Mesogog et Zeltrax.

#### Équipage de Sledge
- Sledge (Adam Gardiner) : Sledge est un chasseur de primes qui est ressuscité par Scrozzle en utilisant le Reanimizer de Ryjack sur son pistolet et il reçoit l'ordre de récupérer les Énergemmes pour Evox, avec son équipage également ressuscité pour l'aider à combattre leurs anciens ennemis, les Rangers Dino Charge. Sledge se bat contre le Ranger Dino Charge rouge mais se retire lorsque les Rangers de la Grille Battleforce arrivent sur les lieux. Après que l'équipage de Sledge soit détruit par les Rangers de la Grille Battleforce, Sledge lui-même est détruit après avoir insulté Goldar Maximus.
- Snide (Campbell Cooley) : Snide est la moitié maléfique de Heckyl qui est ressuscitée par Robot-Blaze et Robot-Roxy en utilisant le Reanimizer de Ryjack sur son épée. Plus tard, il escorte Scrozzle pour échanger les reliques de méchants de Ryjack contre le Gardien, mais ils reviennent sur cet accord et combat les Rangers Dino Charge lui-même jusqu'à ce que l'équipage de Sledge arrive au combat, et il se bat en solo contre le Ranger Dino Charge bleu mais se retire après l'arrivée des Rangers de la Grille Battleforce sur les lieux. Snide fait plus tard partie d'une armée envoyée dans la Dimension Dino Charge pour voler les Énergemmes afin qu'Evox puisse créer le Zord Chimère et il combat ensuite les Rangers Dino Tonnerre jusqu'à ce qu'il soit détruit par un tir du Blaster T-Rex .
- Poisandra (Jackie Clarke) : Poisandra est l'épouse extraterrestre en forme de cœur de Sledge qui est ressuscitée par Scrozzle à l'aide du Reanimizer de Ryjack sur sa faux en forme de cœur, et elle est envoyée pour aider Snide à combattre les  Rangers Dino Charge. Poisandra affronte le Ranger Dino Charge vert mais se retire lorsque les Rangers de la Grille Battleforce arrivent sur les lieux. Plus tard, Poisandra tente de voler des diamants dans un entrepôt de bijoux avec Curio, mais cela se révèle être un piège tendu par les Rangers de la Grille Battleforce. Elle les affronte et est détruite par une décharge combinée des Rangers de la Grille Battleforce.
- Fury (Paul Harrop) : Fury est un alien semblable à un lion qui est ressuscité par Scrozzle à l'aide du Reanimizer de Ryjack sur son épée, et il est envoyé pour aider Snide à combattre les  Rangers Dino Charge. Fury affronte le Ranger Dino Charge dorémais se retire lorsque les Rangers de la Grille Battleforce arrivent sur les lieux. Plus tard, Fury assiste Poisandra et Curio dans leur combat contre les Rangers de la Grille Battleforce après avoir comploté pour voler des diamants, mais il est détruit par une décharge combinée des Rangers de la Grille Battleforce.
- Wrench (Estevez Gillespie) : Wrench est un scientifique extraterrestre robotique bleu qui est ressuscité par Scrozzle à l'aide du Reanimizer de Ryjack sur sa hache, et il est envoyé pour aider Snide à combattre les  Rangers Dino Charge. Wrench affronte le Ranger Dino Charge rose mais se retire lorsque les Rangers de la Grille Battleforce arrivent sur les lieux. Plus tard, Wrench assiste Poisandra et Curio dans leur combat contre les Rangers de la Grille Battleforce après avoir comploté pour voler des diamants, mais il est détruit par une décharge combinée des Rangers de la Grille Battleforce.
- Curio (Estevez Gillespie) : Curio est une créature semblable à un épouvantail cousu qui est ressuscitée par Scrozzle à l'aide du Reanimizer de Ryjack et est envoyée pour aider Snide à combattre les  Rangers Dino Charge. Curio affronte le Ranger Dino Charge noir mais se retire lorsque les Rangers de la Grille Battleforce arrivent sur les lieux. Plus tard, Curio tente de voler des diamants dans un entrepôt de bijoux avec Poisandra, mais cela se révèle être un piège tendu par les Rangers de la Grille Battleforce. Il les affronte et est détruit par une décharge combinée des Rangers de la Grille Battleforce.
- Vivix : les Vivix sont des créatures semblables à des amibes qui sont invoquées à partir d'un dispositif appelé Reanimizer. Ils sont utilisés par le criminel intergalactique Ryjack et sont ensuite utilisés par l'équipe d'Evox après que Scrozzle ait volé son Reanimizer.

#### Goldar Maximus
- Goldar Maximus (Adrian Smith) : Goldar est une créature ailée dorée, ressemblant à un singe, et ancien serviteur de Rita Repulsa et du Seigneur Zedd. Il est ressuscité en tant que Goldar Maximus lorsque Scrozzle utilise le Réanimator de Ryjack sur son épée et le renforce en utilisant des diamants volés. Goldar Maximus jure sa loyauté envers Evox et détruit Sledge lorsqu'il le qualifie d'antiquité, avant de se voir confier la tâche de diriger une armée pour obtenir les Énergemmes. Il réussit à en obtenir quatre pour Evox. Une fois que les plans d'Evox pour créer le Zord Chimère sont en marche, Goldar Maximus affronte les forces combinées des Rangers (Mighty Morphin), des Rangers Dino Tonnerre et des  Rangers Dino Charge, mais il est détruit par un tir du Dino Power Ultra Blaster.

## Armes
- Morphers Beast-X ◆◆◆ : Ce sont des bracelets qui servent de transmutateurs aux trois Rangers de la Grille Battleforce principaux. Les Rangers activent leurs clés Morph-X, qui brillent d'une énergie verte tandis que leurs Morphers luisent de leurs couleurs respectives, et crient « Activation Beast Power » avant de faire quelques mouvements de bras et d'insérer les clés dans les Morphers Beast-X. Les Morphers brillent alors plus fort et des tornades d'énergie de leurs couleurs respectives tourbillonnent autour d'eux, créant les images des têtes de leurs animaux respectifs qui se mettent à rugir. Les tornades se dissipent et révèlent leurs formes transformées, complétant ainsi la transformation[2].
- Pistolets Morphers ◆◆ : Les Pistolets Morphers sont les outils nécessaires pour se transformer en Rangers de la Grille Battleforce doré et en Rangers de la Grille Battleforce argenté. Ils sont également utilisés par les Rangers de la Grille Battleforce doré et les Rangers de la Grille Battleforce argenté au combat comme des armes ressemblant à des blasters.
- Activateur King Beast-X ◆◆◆◆◆ : l'Activateur King Beast-X est un dispositif similaire à un Morpher qui invoque et contrôle le Zord King Beast-X.
- Clé Morph-X ◆◆◆◆◆ : les Clés Morph-X sont utilisées par les Rangers de la Grille Battleforce ainsi que par les Cyber-vilains pour libérer leurs pouvoirs et leurs formes[2].
  - Clé Morph-X rouge : la Clé Morph-X rouge permet à Devon Daniels de se transformer en Ranger de la Grille Battleforce rouge.
  - Clé Morph-X bleue : la Clé Morph-X bleue permet à Ravi Shaw de se transformer en Ranger de la Grille Battleforce bleu.
  - Clé Morph-X jaune : la Clé Morph-X jaune permet à Zoey Reeves de se transformer en Ranger de la Grille Battleforce jaune.
  - Clé Morph-X dorée : la Clé Morph-X dorée permet à Nate Silva de se transformer en Ranger de la Grille Battleforce dorée.
  - Clé Morph-X argentée : la Clé Morph-X argentée permet à Steel de se transformer en Ranger de la Grille Battleforce argentée.
  - Clé Morph-X Fury rouge : la Clé Morph-X Fury rouge permet au Ranger de la Grille Battleforce rouge d'amplifier son pouvoir pour accéder à son mode  Fury rouge.
  - Clé Morph-X Cruise : la Clé Morph-X Cruise permet au Ranger de la Grille Battleforce rouge de se transformer en mode  Beast-X.
  - Clé Morph-X Smash : la Clé Morph-X Smash permet au Ranger de la Grille Battleforce bleu de se transformer en mode  Beast-X.
  - Clé Morph-X Jax : la Clé Morph-X Smash permet au Ranger de la Grille Battleforce jaune de se transformer en mode  Beast-X.
  - Clé Morph-X Blaze : la Clé Morph-X Blaze permet à Blaze (cybervilain) de se transformer en Cybervilain Blaze en tant qu'Avatar.
  - Clé Morph-X Roxy : la Clé Morph-X Roxy permet à Roxy (cybervilain) de se transformer en Cybervilain Roxy en tant qu'Avatar.
  - Clé Morph-X Robot-Blaze : la Clé Morph-X Robot-Blaze permet à Blaze (cybervilain) de se transformer en Cybervilain Robot-Blaze.
  - Clé Morph-X Robot-Roxy : la Clé Morph-X Robot-Roxy permet à Roxy (cybervilain) de se transformer en Cybervilain Robot-Roxy.
  - Clé Morph-X King Beast-X : la Clé Morph-X King Beast-X permet aux Rangers de faire appel au Zord King Beast-X.
- Émetteurs ◆◆◆◆◆ : Les Émetteurs sont des dispositifs semblables à des montres intelligentes utilisés par les Rangers de la Grille Battleforce et les employés de Grille Battleforce comme dispositifs de communication.
- Guépard Beast Blaster : Il s'agit d'un blaster en forme de guépard pour Devon qu'il utilise pour son Zord de Course en mode  Combat ou dans le Megazord pour effectuer une attaque finale qui achève ses ennemis.
- Griffes Guépard : les Griffes Guépard sont des armes ressemblant à des griffes utilisées par le Ranger de la Grille Battleforce rouge.
- Ultra Canon Beast-X ◆◆◆◆◆ : le Blaster Ultra Beast-X et l'Ultra Arc King Beast-X peuvent se combiner pour former une arme en forme de canon appelée le Ultra Canon Beast-X.
  - Blaster Ultra Beast-X : le Blaster Ultra Beast-X est une version plus puissante du Blaster Beast-X, avec la capacité de tir en rafale rapide.
  - Ultra Arc King Beast-X : l'Ultra Arc King Beast-X est une arme en forme d'arc qui contient l'ADN du lion, du gorille et du lièvre.
- Sabre Beast-X King Spin : le Sabre Beast-X King Spin est une arme semblable à une épée qui a la capacité de faire tourner sa lame pendant le combat.
- Canons Beast-X ◆◆◆ : Les Canons Beast-X sont des armes puissantes semblables à des blasters, formées lorsque les Rangers de la Grille Battleforce combinent les Sabres Beast-X avec les Blasters Beast-X.
  - Blasters Beast-X ◆◆◆ : Les Blasters Beast-X sont des armes de type blaster utilisées par les Rangers de la Grille Battleforce.
  - Sabres Beast-X[3] ◆◆◆ : Les Sabre Beast-X sont des armes de type épée utilisées par les Rangers de la Grille Battleforce comme des armes de mêlée.
- Sabres Pistolets ◆◆ : Les Sabres Pistolets sont des armes de type épée utilisées par les Rangers de la Grille Battleforce dorés et argentés comme armes de mêlée.
- mode Fury rouge : le mode  Fury rouge est une armure puissante créée par Nate Silva et alimentée par une Cellule Fury . Dans ce mode  , le Ranger de la Grille Battleforce rouge obtient une force et une vitesse accrues, mais cela a un coût : Devon Daniels se transforme lentement en mal jusqu'à ce qu'il puisse lutter contre cette corruption, détruisant ainsi la dernière Cellule Fury et rendant le mode  Fury rouge inutilisable.
- Visières Beast-X ◆◆◆ : Les Visieres Beast-X permettent aux Rangers de la Grille Battleforce d'accéder à leurs Beast Bots sous forme d'armures protectrices.
  - Mode Beast-X ◆◆◆ : le mode  Beast-X  est une armure puissante alimentée par le Beast Bot correspondant du Ranger de la Grille Battleforce, qui donne à son utilisateur des capacités améliorées et une puissance brute.
    - Ranger Beast-X rouge : le Ranger Beast-X rouge  est une puissante armure alimentée par Cruise qui confère au Ranger de la Grille Battleforce rouge des capacités améliorées et une puissance brute.
    - Ranger Beast-X bleue : le Ranger Beast-X bleu est une puissante armure alimentée par Smash qui confère au Ranger de la Grille Battleforce bleu des capacités améliorées et une puissance brute.
    - Ranger Beast-X jaune : le Ranger Beast-X jaune est une puissante armure alimentée par Jax qui confère à la Ranger de la Grille Battleforce jaune des capacités améliorées et une puissance brute.

- SUV de la Grille Battleforce ◆◆◆◆◆ : les SUV de la Grille Battleforce sont utilisés par les membres de la Grille Battleforce pour se déplacer d'un endroit à un autre.
- Cruise (Moto Moto) : Cruise a la capacité de se transformer en un véhicule semblable à une moto que le Ranger de la Grille Battleforce rouge peut chevaucher lors des combats.
- Détecteurs de Gigadrones ◆◆◆◆◆ : les détecteurs de Gigadrones sont créés par Nate Silva pour détecter l'emplacement d'un Gigadrone avant qu'il ne se téléporte sur Terre.

### Armes Rangers légendaires
- Lame Nuage : la Lame Nuage est une arme de type hachette qui était utilisée par les Ranger Opérateurs. Il entre plus tard en possession de Grid Battleforce et est ensuite utilisé par le Ranger Morphers Bestiaire Argent lors de la bataille finale contre Evox.

## Zords
- Zord de Course : le Zord de Course est un Zord en forme de voiture de course qui est piloté par le Ranger de la Grille Battleforce rouge.
  - Zord de Course mode  Guépard : le Zord de Course peut se transformer en un Zord semblable à un guépard appelé Zord de Course mode  Guépard.
  - Zord de Course en mode  Combat : le Zord de Course mode  Guépard peut se transformer en une forme humanoïde appelée Zord de Course en mode  Combat.

- Zord Semi-Remorque : le Zord Semi-Remorque est un Zord en forme de semi-remorque qui est piloté par le Ranger de la Grille Battleforce bleu.
  - Zord Semi-Remorque mode  Gorille : le Zord Semi-Remorque peut se transformer en un Zord semblable à un gorille appelé Zord Semi-Remorque mode  Gorille.

- Zord Hélicoptère : le Zord Hélicoptère est un Zord ressemblant à un hélicoptère qui est piloté par la Ranger de la Grille Battleforce jaune.
  - Zord Hélicoptère mode  Lièvre : le Zord Hélicoptère peut se transformer en un Zord ressemblant à un lièvre appelé Zord Hélicoptère mode  Lièvre.

- Zord Destructeur : le Zord Destructeur est un Zord ressemblant à une grue qui est piloté par le Ranger de la Grille Battleforce doré.
  - Zord Destructeur mode  Mante religieuse : le Zord Destructeur peut se transformer en un Zord ressemblant à une mante religieuse appelé Zord Destructeur mode  Mante religieuse.
  - Zord Destructeur en mode  Combat : le Zord Destructeur mode  Mante Religieuse peut se transformer en une forme humanoïde appelée Zord Destructeur en mode  Combat.

- Zord Jet : le Zord Jet est un Zord ressemblant à un jet qui est piloté par le Ranger de la Grille Battleforce argenté.
  - Zord Jet mode  Scarabée : le Zord Jet peut se transformer en un Zord ressemblant à un scarabée appelé Zord Jet mode  Scarabée.

- Zord King Beast-X : le Zord King Beast-X est un Zord ressemblant à un lion conçu par l'ancienne employée de la Grille Battleforce, Meghan, dans le but de les produire en masse pour protéger les Tours Morph-X à travers le monde.
  - Zord King Beast-X mode  Moto : le Zord King Beast-X peut se transformer en un Zord ressemblant à une moto appelé le Zord King Beast-X mode  Moto.
  - Zord King Beast-X en mode  Combat : le Zord King Beast-X peut se transformer en une forme humanoïde appelée le Zord King Beast-X en mode  Combat.

## Megazords
- Megazord Beast-X ◆◆◆ : le Zord de Course, le Zord Semi-Remorque et le Zord Hélicoptère peuvent se combiner les uns avec les autres pour former le Megazord Beast-X .
- Megazord Assaillant ◆◆ : le Zord Destructeur et le Zord Jet peuvent se combiner pour former le Megazord Assaillant.
- Megazord King Beast-X ❖◆◆ : le Zord King Beast-X peut se combiner avec le Zord Semi-Remorque et le Zord Hélicoptèred pour former le Megazord King Beast-X.
- Dino Charge Megazord Beast-X King Formation ◆◆◆❖ : le Zord King Beast-X peut se combiner avec le Dino Charge Megazord pour former le Dino Charge Megazord Beast-X King Formation.

## Ultrazords
- Ultrazord Beast-X ◆◆◆◆◆ : le Megazord Beast-X et le Megazord Assaillant peuvent se combiner pour former l'Ultrazord Beast-X.
- Ultrazord King Beast-X ❖◆◆◆◆ : le Zord King Beast-X peut se combiner avec le Zord Semi-Remorque, le Zord Hélicoptère, le Zord Destructeur et le Zord Jet pour former l'Ultrazord King Beast-X.

## Épisodes des vingt-sixième et vingt-septième saisons (2019-2020)
|    | 26              | 44          |                  |                  |                   |                  |
| 22 | 26              | 44          | Nickelodeon      | Nickelodeon      | Canal J           | Canal J          |
| 22 | 26              | 44          | 2 mars 2019      | 14 décembre 2019 | 8 mai 2019        | 25 décembre 2019 |
| 22 | 26              | 44          | 2 mars 2019      | 14 décembre 2019 | Gulli             |                  |
| 22 | 26              | 44          | 2 mars 2019      | 14 décembre 2019 | 26 août 2019      | 24 décembre 2019 |
| 27 |                 | 44          |                  |                  |                   |                  |
| 22 | Nickelodeon     | Nickelodeon | Canal J          | Canal J          |                   |                  |
| 22 | 22 février 2020 | 44          | 12 décembre 2020 | 1er mai 2020     | 27 septembre 2020 |                  |
| 22 | 22 février 2020 | 44          | 12 décembre 2020 | Gulli            |                   |                  |
| 22 | 22 février 2020 | 44          | 12 décembre 2020 | 1er juin 2020    | 22 septembre 2020 |                  |

## Autour de la série
- Cette saison apporte un tout nouveau logo Power Rangers. Le remastered HD de Power Rangers : Mighty Morphin mise à part, c'est la première fois que le logo de la franchise ait été complètement repensé depuis Power Rangers : Zeo.
- C'est la première fois que Power Rangers adapte une série Super Sentai qui précède d'autres séries qui ont déjà eu leur adaptation américaine.
- Cette saison sera diffusée l'année des 10 ans de Power Rangers : RPM, saison qui partage beaucoup de point commun avec Tokumei Sentai Go-Busters diffusé après. Par ailleurs, le hasard veut que l'annonce de Power Rangers : Beast Morphers ait été faite le jour du 10e anniversaire de l'épisode 1 de Engine Sentai Go-Onger, la série Super Sentai qui a donné RPM. Pour finir, Power Rangers : Beast Morphers est la première saison à commencer avec une équipe de trois rangers au lieu de cinq depuis Power Rangers : RPM.
- Le 16 février 2018, il a été annoncé que Hasbro remplacerait Bandai America dans la fabrication et distribution des jouets Power Rangers à partir de 2019[5],[6]. Mais à la surprise générale, le 1er mai 2018, Hasbro annonce le rachat de toute la licence Power Rangers, ainsi que des autres propriété de Saban Brands, pour 522 millions de dollars[7]. De ce fait, Power Rangers : Beast Morphers sera la première saison de la série Power Rangers produite par Hasbro[8].
- Amit Bhaumik, un des principaux scénaristes de Power Rangers : Force animale, avait eu des idées différentes pour la saison Beast Morphers qu'il avait nommé Power Rangers Cyber Corps mais aussi Power Rangers 21[9].
  - Dans sa version, Amit voulait lier cette saison à Power Rangers : RPM, mais aussi à Power Rangers : Force Animale, en effet, comme il ne supportait pas que le méchant de RPM s'appellait Venjix, comme le nouveau leader de l'Empire des Machines de l'épisode rouge Pour Toujours de Force Animale qu'il a écrit (car son personnage se faisait éclipser), il voulait que les 2 personnages soient une seule et même entité et qu'il serait également le méchant de son adaptation de Tokumei Sentai Go-Busters. Amit avait également imaginé une Team Up avec l'équipe RPM qui se conclurait par une mauvaise fin pour ses membres où chacun d'entre eux se faisaient tuer par les forces de Venjix. Les fans ont interprétaient cela comme une haine personnelle d'Amit envers RPM, ce à quoi il contestait en soutenant que les Power Rangers RPM allait revenir à la vie et qu'il a toujours considéré Power Rangers : RPM comme la meilleure série Power Rangers de Disney.
- L'équipe principale des Power Rangers Beast Morphers a fait sa première apparition dans les comics Mighty Morphin Power Rangers Issue 29[10] de Boom ! Studios.
- La série a actuellement le générique de début le plus court depuis celui de Power Rangers Turbo et la première version de celui de Power Rangers dans l'espace, qui ne dure que 30 secondes[11].
- C'est la première saison des Power Rangers où le titre de chaque épisode apparaît avant le générique de début.
- La fondation Make-A-Wish a fait une collaboration avec Hasbro pour réaliser le rêve du jeune Tyler Rinker, qui voulait devenir un Ranger Orange pour faire du monde un endroit plus sûr. C'est ainsi que Hasbro lui a fabriqué une tenue de Ranger Orange, avec un oiseau pour animal totem, qu'il a pu porter lors d'un gala au New Jersey le 13 juin 2019 et que Boom ! Studios lui a fait un dessin pour lui rendre hommage.
- Les Dino Rangers légendaires sont composés d'équipes de Rangers de trois ères différentes: Saban (Mighty Morphin), Disney (Dino Tonnerre) et Neo-Saban (Dino Charge et Super Charge) et feront équipe avec la première équipe de l'ère Hasbro.
- C'est la première fois qu'on entend dans le générique, l'expression « It's Morphin Time ».
- C'est la troisième équipe de Power Rangers composée à la fois d'un Ranger doré et d'un Ranger argentée. La première étant les Power Rangers RPM et la seconde étant les Power Rangers Dino Charge.
- C'est également la première équipe de Power Rangers depuis Power Rangers : Megaforce/Power Rangers : Super Megaforce où le Ranger jaune est une fille.
- Dans Beast Morphers, on découvre dans la Saison 2 qu'Evox est en réalité le Virus Venjix présumé mort à la fin de Power Rangers RPM.
- Dans la Saison 2 de Beast Morphers, plusieurs Méchants Célèbres sont proposés pour être ressuscités et renforcés le Groupe d'Evox déjà rejoints par Snide, Sledge et son équipage : Koragg, Astronema, Lord Zedd, Psycho rouge (et les autres Psychos Rangers bien qu'ils ne puissent en ramener qu'un seul). Evox imposera finalement son propre choix : Goldar.